# Етова (Північна Кароліна)
Етова (англ. Etowah) — переписна місцевість (CDP) в США, в окрузі Гендерсон штату Північна Кароліна. Населення — 7642 особи (2020).

## Географія
Етова розташована за координатами 35°18′16″ пн. ш. 82°35′20″ зх. д. / 35.30444° пн. ш. 82.58889° зх. д. (35.304438, -82.588774).  За даними Бюро перепису населення США в 2010 році переписна місцевість мала площу 45,96 км², з яких 45,41 км² — суходіл та 0,55 км² — водойми.

## Демографія
Згідно з переписом 2010 року, у переписній місцевості мешкали 6944 особи в 3020 домогосподарствах у складі 2166 родин. Густота населення становила 151 особа/км².  Було 3520 помешкань (77/км²).
Расовий склад населення:
| - 93,4 % — білих - 1,1 % — чорних або афроамериканців - 0,9 % — азіатів - 0,2 % — корінних американців - 2,6 % — осіб інших рас |

До двох чи більше рас належало 1,8 %. Частка іспаномовних становила 5,4 % від усіх жителів.
За віковим діапазоном населення розподілялося таким чином: 18,6 % — особи молодші 18 років, 53,0 % — особи у віці 18—64 років, 28,4 % — особи у віці 65 років та старші. Медіана віку мешканця становила 50,7 року. На 100 осіб жіночої статі у переписній місцевості припадало 96,8 чоловіків;  на 100 жінок у віці від 18 років та старших — 93,6 чоловіків також старших 18 років.
Середній дохід на одне домашнє господарство  становив 55 255 доларів США (медіана — 41 746), а середній дохід на одну сім'ю — 66 884 долари (медіана — 55 500). Медіана доходів становила 37 174 долари для чоловіків та 41 294 долари для жінок. За межею бідності перебувало 10,0 % осіб, у тому числі 8,4 % дітей у віці до 18 років та 4,2 % осіб у віці 65 років та старших.
Цивільне працевлаштоване населення становило 2410 осіб. Основні галузі зайнятості: освіта, охорона здоров'я та соціальна допомога — 23,9 %, будівництво — 16,0 %, роздрібна торгівля — 13,8 %.